# Сепони Овест (Казерта)
Сепони Овест је насеље у Италији у округу Казерта, региону Кампанија.
Према процени из 2011. у насељу је живело 59 становника. Насеље се налази на надморској висини од 2 м.